# Silverio Izaguirre Sorzabalbere
Silverio Izaguirre Sorzabalbere, conegut com a Silverio, (Sant Sebastià, País Basc 1897 - íd. 1935) fou un futbolista basc, guanyador d'una medalla olímpica.

## Biografia
Va néixer el 31 d'agost de 1897 a la ciutat de Sant Sebastià, capital de Guipúscoa. Va morir el 19 de novembre de 1935 a la seva ciutat natal.

## Carrera esportiva

### Trajectòria per clubs
El 1918 debutà en el primer equip de la Reial Societat, club en el qual milità tota la seva carrera futbolística exceptuant la temporada 1921/1922 que milità cedit al Reial Oviedo. Amb l'equip donostiarra aconseguí guanyar dos campionats de Guipúscoa els anys 1919 i 1923.

### Trajectòria amb la selecció
Va participar en els Jocs Olímpics d'Estiu de 1920 realitzats a Anvers (Bèlgica) on la selecció de futbol d'Espanya aconseguí guanyar la medalla de plata. Izaguirre jugà un únic partit contra Itàlia, on Espanya guanyà per dos a zero i on el davanter basc hagué de substituir el porter Ricard Zamora, que fou expulsat. Durant el temps que Izaguirre estigué sota la porteria aconseguí que no li marquessin cap gol.